# Szmodits Kázmér
Szmodits Kázmér (Szmodics, Kolozsvár, 1908. április 11. – Budapest, 1985. január 13.) magyar építészmérnök, egyetemi tanár, a műszaki tudományok doktora.

## Élete
Szmodits Kázmér (1881–1967) államvasúti műszaki főtanácsos és Bodor Irma (1874–1931) fiaként született. 1930-ban a budapesti műegyetemen szerzett építész diplomát, majd a Kereskedelmi Minisztérium hídtervezési előadójaként kezdett dolgozni. 1934 és 1948 között Budapest székesfőváros munkatársaként az óbudai Hídtervezési Iroda mérnök-gyakornoka, mérnöke, illetve a Fővárosi Városrendezési Magánépítési Ügyosztályának statikus-ellenőre volt.
1949-től 1950-ig Budapesti Városépítési Tervező Iroda csoportvezetőjeként, 1950 és 1952 között pedig a Belügyminisztérium Légoltalmi Parancsnokságának munkatársaként dolgozott, majd 1953-tól 1972-es nyugdíjba vonulásáig az Építéstudományi Intézet Szerkezetkísérleti Osztályának, majd az intézet Tartószerkezeti Tagozatának szilárdságtani és méretezési osztályvezetője, illetve tudományos tanácsadója volt. 1962-ben a műszaki tudományok doktora lett.
Az ÉKME, illetve a BME címzetes egyetemi tanáraként is dolgozott, valamint az MTA Műszaki Tudományok osztályának munkatársa, a Nemzetközi Héjegyesület végrehajtó bizottságának tagja és magyar bizottságának elnöke is volt. Épületszerkezetek, panelházak mechanikájával foglalkozott, számos új méretezési eljárás kidolgozása fűződik a nevéhez. Munkásságát 1972-ben Akadémiai Díjjal jutalmazták. 1985-ben hunyt el Budapesten, a Farkasréti temetőben nyugszik. Sírját 2010-ben védetté nyilvánították.

## Főbb művei
- Héjszerkezetek statikája (Budapest, 1953)
- Statik der modernen Schalenkonstruktionen (Düsseldorf, 1966)
- Keretszerkezetek statikája, dinamikája és stabilitása (Budapest, 1972)
- Útmutató panelépületek statikai tervezéséhez (Budapest, 1975)